# エグゼクティブ・プロデューサー
エグゼクティブ・プロデューサー （英：executive producer）は、プロデューサーよりもさらに上級職で、管理職・幹部に当たる。製作 / 制作・製作総指揮 / 制作総指揮などの名義でクレジットされる場合が多い。日本ではゼネラルプロデューサーと表記される場合もある。

## 放送
テレビでは、NHKのドキュメンタリスト桜井均が理事待遇であったり、フジテレビジョンの石田弘などが役員待遇にされている場合もある。

### その他の著名な人物
- 高橋康夫 - NHK。女優三田佳子の夫。大河ドラマ『太平記』の制作総指揮などを務めた。
- 菊池伸之 - TBS。亀田三兄弟を発掘。また同じくTBSのバラエティ制作の安田淳、近藤誠、スポーツの永島洋二郎も2012年7月よりエグゼクティブ・プロデューサーに昇進した。
- 加地倫三 - テレビ朝日バラエティ制作者。山本たかおも同様。
- 森下和清 - テレパック時代に就任。

### 例外的な用法
フジテレビの『全力!脱力タイムズ』において、総合演出の名城ラリータが2019年4月よりプロデューサーを兼務することとなり、スタッフロール上の名義が「制作総指揮」に変更されたが、実際の役割は前述のとおりであり、北米のテレビ番組で言うところの「ショーランナー」に該当する役割を受け持っている。

## 音楽
フジパシフィックミュージックの朝妻一郎、上原徹など、音楽出版社やレコード会社、あるいは芸能事務所の代表がクレジットされる。
音楽プロデューサーとしては、楽曲の最終チェックをしている。作曲・編曲に一切携わらなくなってからの長戸大幸もシングル楽曲については全曲チェックしていた。
アニメソングではスターチャイルドの大月俊倫などが著名。

## 映画
映画ビジネスにおいての代表者や制作会社社長、権利所有者がクレジットされる場合が多く、監督やプロデューサーよりも上位であることが多い。ただし、その役割は監督やプロデューサーに「後見人」として社会的・経済的信用を与えて、出資や各種の許諾をし易くする役割のみで、直接製作には関わらない名義貸しに近いものから、複数人置かれたプロデューサーの中のリーダーとしての肩書、プロデューサー同様の映画制作への関与、果ては実質的な総監督を担う例もあるため、その職責は一概には言えないものがある。

## ゲーム
コンピュータゲーム業界で見られる。任天堂においては「エグゼクティブ・プロデューサー」の肩書は代表取締役社長に対してのみ使用されている。
- 山内溥（任天堂） - 2002年5月以前の任天堂作品全般。元同社代表取締役社長。
- 岩田聡（任天堂） - 2002年6月から2015年8月まで[注 3]の任天堂作品全般。元同社代表取締役社長。
- 君島達己（任天堂） - 2015年9月から2018年6月までの任天堂作品全般。前同社代表取締役社長。
- 古川俊太郎（任天堂） - 2018年7月以降の任天堂作品全般。現同社代表取締役社長。
- 河津秋敏（スクウェア・エニックス） - 『ファイナルファンタジーVII』、『サガシリーズ』などに関わっていた。
- 田中弘道（スクウェア・エニックス） - 『ファイナルファンタジーIII』（ニンテンドーDS版）に関与（ディレクター兼任）。
- 坂口博信（スクウェア・エニックス） - 『クロノ・トリガー』を始め、同社（旧スクウェアも含める）のRPGに関わっていた。現在ミストウォーカー代表取締役。
- 和田洋一（スクウェア・エニックス） - 『ファイナルファンタジーXII』（PlayStation 2）、『マリオバスケ 3on3』（ニンテンドーDS）
- 上原和彦（コナミデジタルエンタテインメント） - 『実況パワフルプロ野球シリーズ』などのパワプロプロダクションの作品。
- 田尻智（ゲームフリーク） - 『ポケットモンスターシリーズ』
- 石原恒和（クリーチャーズ） - 『ポケットモンスターシリーズ』